# 鳥獸腳類
鳥獸腳類是獸腳亞目堅尾龍類的一個演化支，包含肉食龍下目與虛骨龍類。在1988年，保羅·塞里諾（Paul Sereno）提出鳥獸腳類的概念，最初使用嗜鳥龍、美頜龍、異特龍科、暴龍科、以及部分阿貝力龍科（例如印度鱷龍）作為分類的基準點。在1994年，湯瑪斯·霍爾茲（Thomas R. Holtz）正式建立鳥獸腳類（Avetheropoda）的名稱。同樣在1994年，保羅·塞里諾與其他科學家建立新堅尾龍類（Neotetanurae）演化支，範圍與鳥獸腳類接近。由於鳥獸腳類的正式命名，早於新堅尾龍類約一個月，鳥獸腳類成為正式的名稱。
在1999年，凱文·帕迪恩（Kevin Padian）將鳥獸腳類做出定義，範圍是脆弱異特龍與家麻雀的最近共同祖先，與其最近共同祖先的所有後代。湯瑪斯·霍爾茲、菲力·居爾（Phil Chure）曾分別提出相同範圍的鳥獸腳類定義。

## 外部連結
- 鳥獸腳類的特徵 （页面存档备份，存于）
- 鳥獸腳類的分類歷史